# 徐州矿务集团第二医院
徐州矿务集团第二医院，是江苏省徐州市贾汪区的一所二级甲等医院，位于徐州市贾汪团结路。隶属于徐州矿务集团卫生处。

## 规模
医院总床位560张，日门诊量346人次。